# سیارک ۱۹۹۸۰
سیارک ۱۹۹۸۰ (به انگلیسی: 19980 Barrysimon، نامگذاری:1989WF2) نوزده هزار و نهصد و هشتادمین سیارک کشف شده‌است که در ۲۲ نوامبر ۱۹۸۹ کشف شد.
قدر مطلق سیارک برابر ۱۷٫۸ است.